# Kersívailo
Kersívailo fue rey de Odrisia y Tracia, alrededor del 300 a. C.

## Biografía
Es conocido por las monedas que acuñó, eran las mismas que las macedonias y llevaban la inscripción ΒΑΣΙΛΕΩΣ ΚΕΡΣΙΒΑΥΛΟΥ (REY KERSIVAVLOS). 
Reinó sobre el reino odrisio y era vasallo de Lisímaco, rey de Tracia y el Mar Negro. 
En aquel momento, en Tracia, llegó un gran ejército de gálatas liderado por Vrennos, que huía tras su derrota en Delfos hacia Tracia. Allí, Vrennos, aliado con Peones y Keretrios, atacó a los odrisios, consiguiendo ocupar muchos territorios creando un reino independiente.